# Halamish
Halamish (en hébreu : חַלָּמִישׁ, ou Neveh Tzuf, en hébreu : נווה צוף) est une colonie israélienne, illégale au regard du droit international,, située en Cisjordanie, territoire palestinien occupé, près de Ramallah, à 10,7 kilomètres de la Ligne verte. Elle est construite en partie sur des terres palestiniennes expropriées du village de Nabi Salih.
La colonie est fondée en 1977 par une communauté juive orthodoxe qui s'organise sous la juridiction du conseil régional de Mateh Binyamin. En 2016, sa population s'élève à 1 328 habitants.

## Appellations
Le 16 octobre 1977, deux groupes de colons, l'un religieux baptisé Neveh Tzuf et un autre baptisé Neveh Tzelah, pour un total de 40 familles, s'installe dans l'ancien fort britannique, situé à proximité de Nabi Salih,. Le nom initial, Neveh Tzuf est rejeté par le comité des noms du gouvernement. Il lui est attribué, à la place, celui d'Halamish, que les colons rejettent : les deux noms sont donc utilisés pour désigner la colonie.

## Confiscation de terres palestiniennes
En 1978, l'armée israélienne émet l'ordre militaire 28/78 autorisant la saisie de terres palestiniennes privées des villages de Deir Nidham , Nabi Salih et Umm Safa et cède 686 dunams à la colonie de Halamish nouvellement établie,. La moitié des terres du village de Nabih Saleh ont été confisquées au profit de la colonie de Halamish, selon l'historien Joel Beinin (en).
Comme d'autres colonies israéliennes, Halamish est établie en partie sur des terres palestiniennes confisquées. Ainsi « un tiers des terres enregistrées à Halamish ont été volées à des propriétaires palestiniens privés », d'après les chiffres du gouvernement israélien exploités par l’ ONG La Paix maintenant - proportion comparable à celle relevée dans le reste de la Cisjordanie (en 2016).
Israël interdit aux villageois palestiniens de cultiver leurs champs avoisinant la colonie de Halamish pendant la deuxième Intifada (2000-2006), en classant ces terres « zone militaire fermée », alors que les colons ont conservé l'autorisation de s'y rendre. Des marches sont organisées chaque semaine par les habitants du village de Nabi Saleh pour protester contre les accaparements de terres, l'expansion de Halamish,, et les destructions de maisons.

## Violences
Au cours de la seconde intifada (2000-2006), trois habitants de la colonie ont été tués par des tirs sur les routes des environs de Halamish[réf. souhaitée]. Le 21 juillet 2017, après l'assassinat de policiers israéliens au mont du Temple lors de la violente polémique sur l'installation des portiques de sécurité et les restrictions d'accès à l'esplanade des Mosquées qui s'ensuivent, trois Israéliens d'une même famille sont assassinés à coups de couteau pendant leur dîner de chabbat à Halamish.
En mars 2024 les États-Unis adoptent des sanctions contre des colons violents et des avant-postes en Cisjordanie considérés comme « portant atteinte à la stabilité » du territoire palestinien ; parmi ces avant-postes figure Zvi's Farm prés de la colonie de Halamish. En juin 2024 le Canada sanctionne des organisations israéliennes pour « leurs actions violentes et déstabilisatrices contre des civils palestiniens et leurs biens en Cisjordanie » ; Zvi's Farm qui jouxte Halamish est là encore sanctionnée. En juillet 2024 l'Union européenne adopte des sanctions contre ce même avant-poste, en raison d'« actes de violence répétés contre les Palestiniens dans les villages de Jibiya, Kaubar (Kobar) et Umm Safa ».

## Situation juridique
La communauté internationale dans son ensemble considère les colonies israéliennes de Cisjordanie illégales au regard du droit international mais le gouvernement israélien conteste ce point de vue.

## Source de la traduction
- (en) Cet article est partiellement ou en totalité issu de l’article de Wikipédia en anglais intitulé « Halamish » (voir la liste des auteurs).